# Yuta Inagaki
Yuta Inagaki (født 8. januar 1992) er en japansk fodboldspiller, som spiller for den japanske fodboldklub Fujieda MYFC.